# Avicennia marina
Avicennia marina, és una espècie d'arbre manglar classificada científicament dins la família Acanthaceae (anteriorment dins les Verbenaceae o les Avicenniaceae). Com els altres manglars es presenta en les zones entremarees dels estuaris.

## Distribució

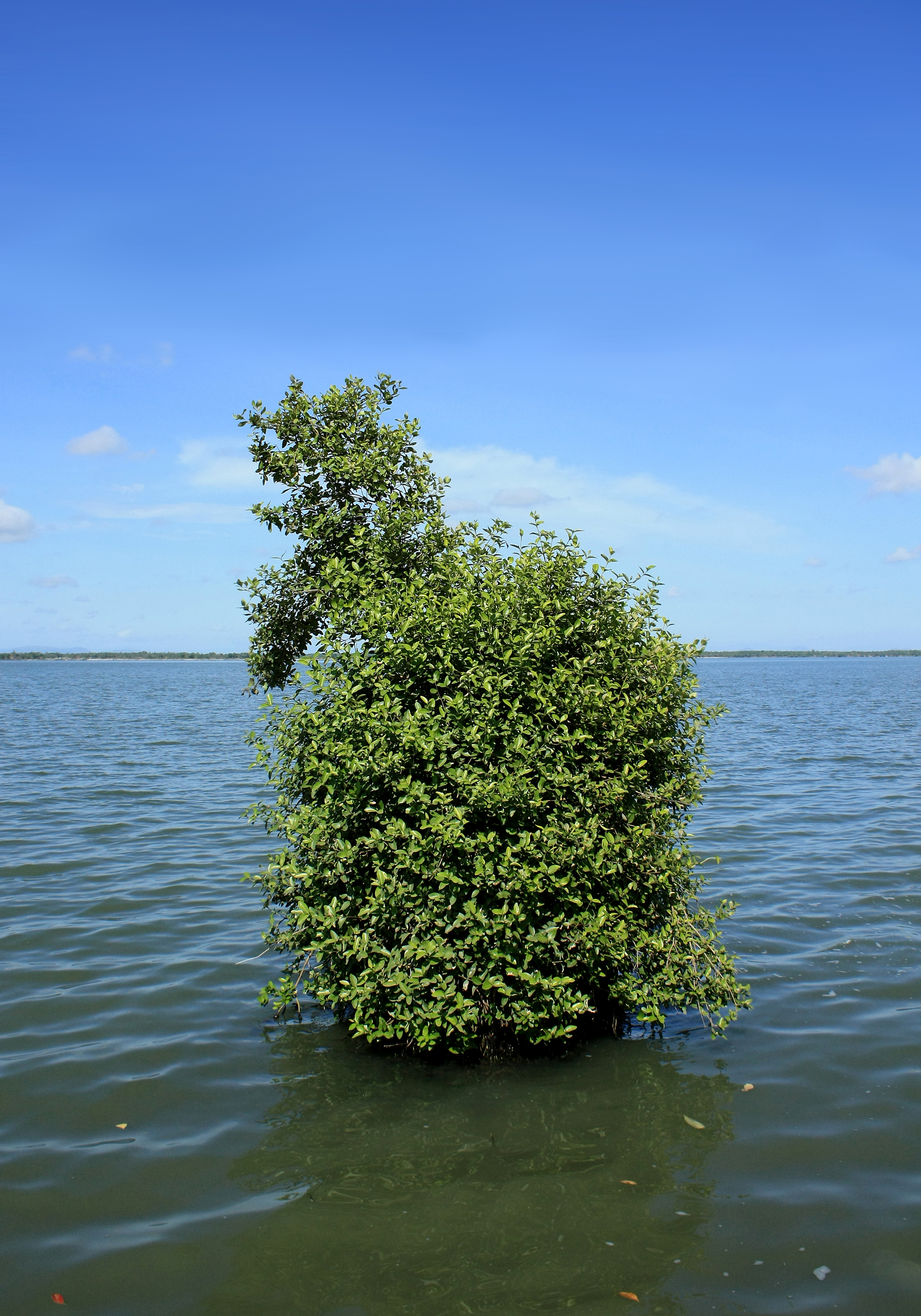
Avicennia marina a Batticaloa, Sri Lanka

La seva distribució és al llarg de la costa d'Àfrica, sud-oest d'Àsia, sud i sud-est d'Àsia i Austràlia. A Nova Zelanda es troba entre els 34 i 38 º de latitud Sud. És un dels pocs manglars que es troben al litoral de la Península Aràbiga, especialment en ambients de sabkha als Emirats Àrabs Units, Qatar, Oman, com també en ambients similars al Mar Roig (a Aràbia Saudita, Egipte, Eritrea, i Sudan) al llarg del Gof Pèrsic. També es troba en els manglars de Sud-àfrica. També a Somàlia.

## Descripció

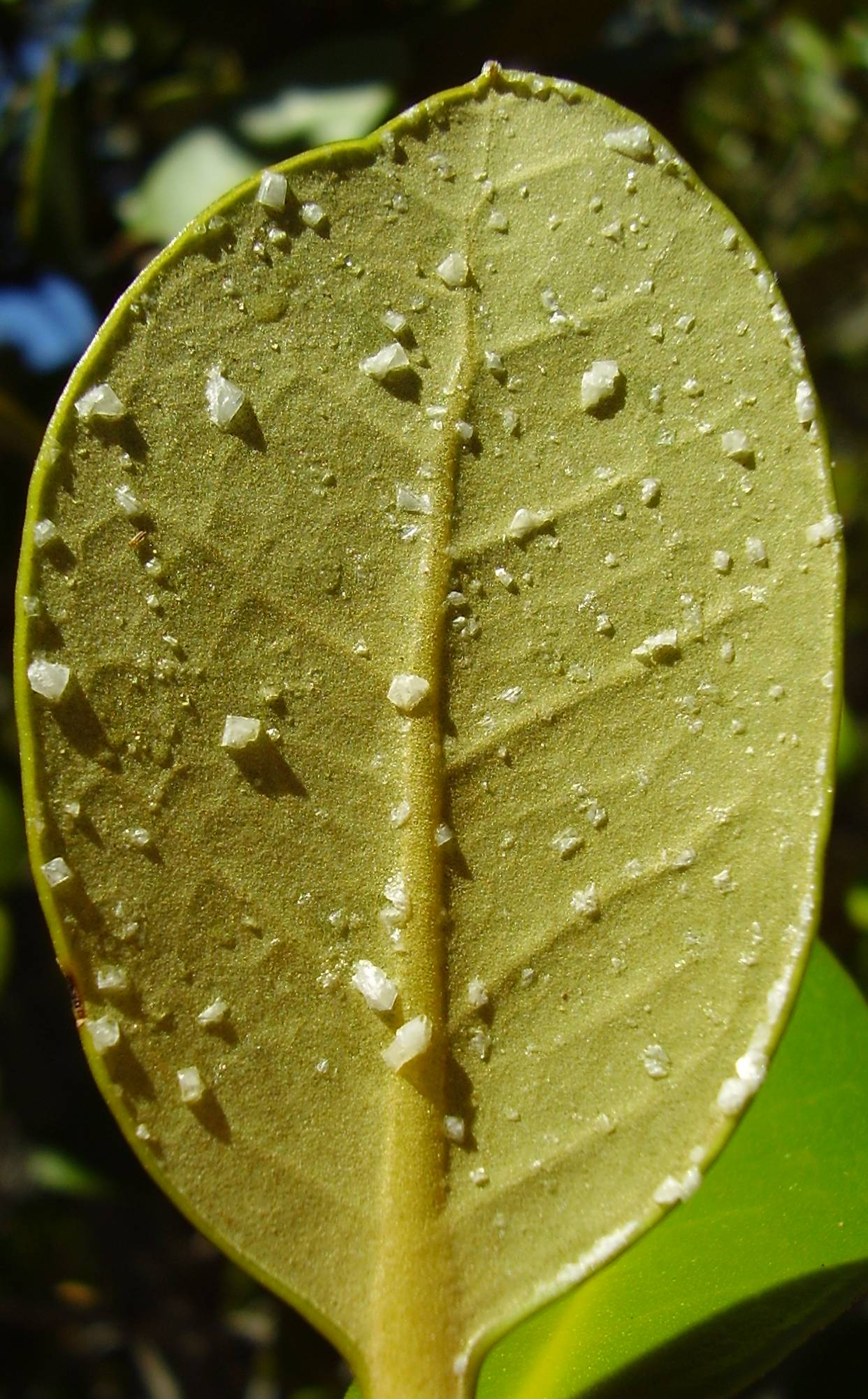
Sal excretada pel revers de la fulla dAvicennia marina var. resinifera

A. marina fa de 3 a 8 m d'alt o fins a 14 m en zones tropicals. Creix amb múltiples branques, la seva escorça és llisa i de color gris clar. Les fulles són gruixudes de 5 a 8 cm de llargada. Com les altres espècies del gènere Avicennia té l'arrel aèria les quals permeten que la planta absorbixi oxigen i també permeten ancorar la planta. Les flors són de blanques a daurades de meys d'un centímetre de diàmetre i el fruit conté un gran cotilèdon que envolta la nova tija de la plàntula. la llavor és grossa i carnosa que sovint germina en l'arbre i cau ja com a plàntula. Pot tolerar gran salinitat gràcies al fet que excreta la sal per les fulles.

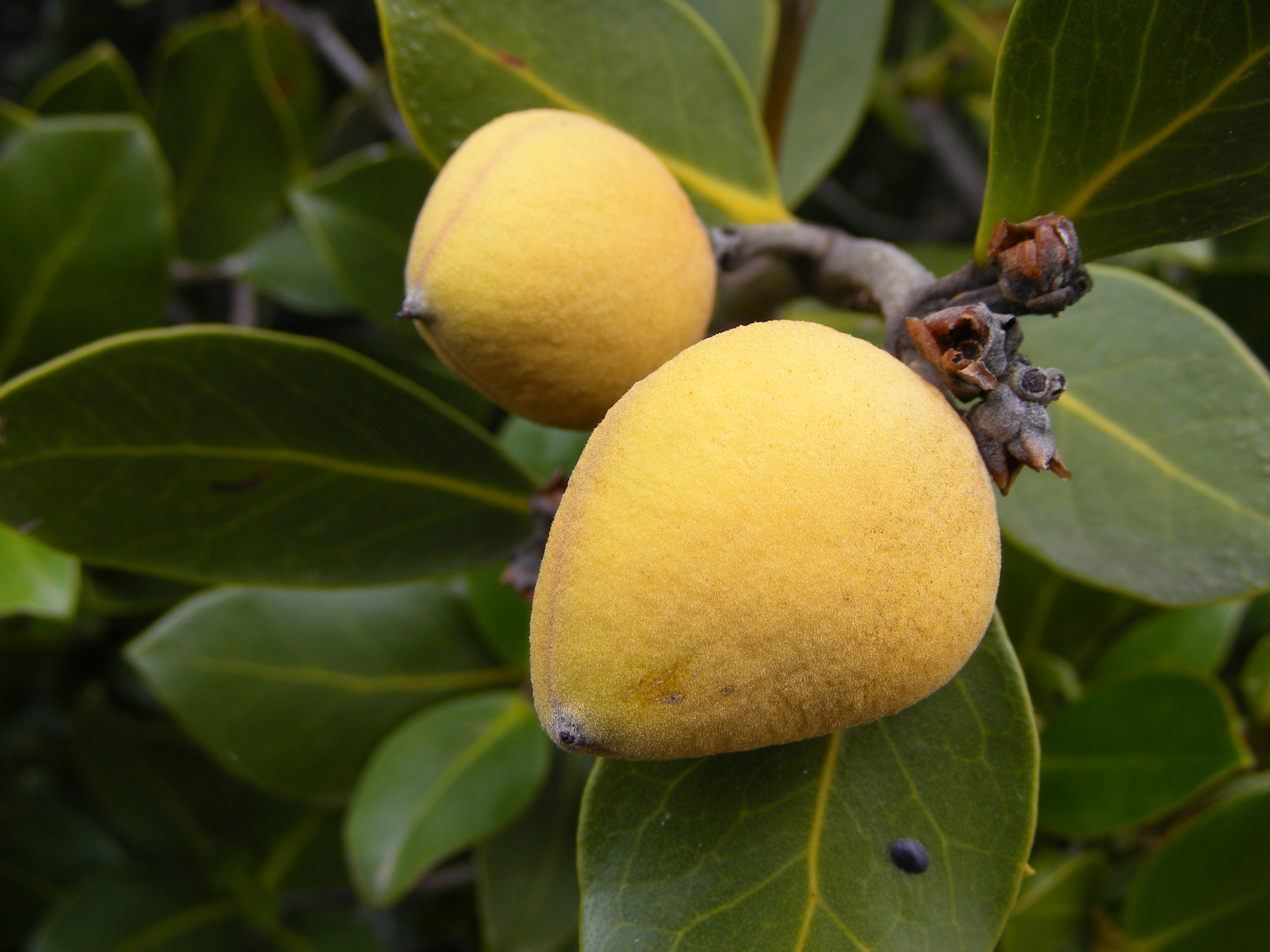
Avicennia marina var. resinifera, fruit

A.marina és una espècie molt variable amb molts ecotipus. És una planta pionera però no tolera l'ombra. Actualment es reconeixen tres subespècies: 
- Avicennia marina subsp. australasica
- Avicennia marina subsp. eucalyptifolia
- Avicennia marina subsp. marina